# 夏洛特·摩爾·西特利
夏洛特·摩爾·西特利（Charlotte Moore Sitterly，1898年9月24日—1990年3月3日）是一位美國天文學家。她因對太陽和化學元素的廣泛光譜研究而聞名。夏洛特·摩爾·西特利數據表以其可靠性而聞名，至今仍被廣泛使用。